# Batalla de Ruvo
La batalla de Ruvo tuvo lugar el 23 de febrero de 1503 en el contexto de la segunda guerra de Nápoles. Las tropas españolas mandadas por el Gran Capitán Gonzalo Fernández de Córdoba aprovecharon la ausencia del grueso del ejército francés, que bajo el mando de Luis de Armagnac marchaba contra Castellaneta, para llevar a cabo un rápido ataque desde su base en Barletta contra la ciudad de Ruvo (provincia de Bari, Italia). Tras batir las defensas de la ciudad con fuego de artillería, los españoles tomaron Ruvo, apresando al capitán francés que la defendía, Jacques de la Palice, y regresando aquella misma noche a Barletta.

## Contexto: Nápoles en guerra
En 1503 el reino de Nápoles se encontraba inmerso en la guerra entre las fuerzas españolas bajo el mando de Gonzalo Fernández de Córdoba y las francesas de Luis de Armagnac. Luis XII de Francia y Fernando II de Aragón se habían repartido amistosamente el reino mediante el tratado de Granada de 1500, y tras enviar a sus tropas a ocuparlo militarmente, derrocando al rey Federico I de Nápoles en 1501, se habían visto envueltos en un nuevo enfrentamiento por la posesión de la franja geográfica que separaba los territorios de ambos ocupantes.
Las fuerzas francesas, más numerosas, hicieron retroceder a las españolas hacia el sur, cercándolas en unas pocas plazas de las provincias de Apulia y Calabria. El ejército de Luis de Armagnac, con base en Canosa, sitiaba a Fernández de Córdoba, que se encontraba en Barletta con el grueso de sus fuerzas, mientras Bérault Stuart d'Aubigny hostigaba a los españoles en el sur del país.

## Ataque a Ruvo
Cansados de los abusos cometidos por los soldados de la guarnición francesa en Castellaneta, los lugareños se concertaron con las fuerzas españolas para expulsarles. Pedro Navarro y Luis de Herrera acudieron con sus tropas desde Tarento para apoyar a los castellanetanos y tomaron la ciudad, apresando a los soldados franceses. Enterado de esto, Luis de Armagnac salió con su ejército de Canosa, a 100 km, dispuesto a recobrar Castellaneta.
Al anochecer del miércoles 22 de febrero, cuando el grueso del ejército francés de Armagnac se encontraba en las inmediaciones de Castellaneta, Fernández de Córdoba salió de Barletta con sus tropas en dirección a Ruvo, lugar de 600 vecinos que bajo el vasallaje del conde de Trebento estaba defendido por una guarnición francesa comandada por Jacques de la Palice. Diego García de Paredes, Diego de Vera, Diego de Mendoza, Pedro de Paz, Pedro Pizarro y los Colonna Próspero y Fabrizio formaban parte de la expedición. Las fuerzas francesas que sitiaban Barletta, demasiado dispersas, no pudieron reunirse con la prontitud necesaria como para detener su avance.
Al amanecer del día siguiente la artillería española, 4 cañones y 7 falconetes, batió las murallas de Ruvo, abriendo en ellas una brecha. Un primer ataque de la infantería española, dividida en dos grupos liderados por Córdoba y Paredes, fue rechazado por los franceses gracias a sus arqueros gascones, pero en el siguiente los castellanos consiguieron penetrar en la brecha, apresando a Palice, quien fue acorralado contra un muro y herido en la cabeza. Un pequeño grupo de soldados saboyanos lograron refugiarse en el castillo de la ciudad, pero acosados por la artillería española presentaron su rendición.
Tras la victoria, los soldados españoles saquearon la ciudad, requisando más de 600 caballos. Los prisioneros de alcurnia fueron conducidos a Barletta en espera del pago por su rescate; los restantes fueron enviados a Manfredonia para servir como galeotes en las galeras de Juan de Lezcano. Las tropas españolas regresaron a Barletta aquella misma noche, acuciados por la presencia de numerosas tropas francesas en los alrededores. Armagnac, enterado del ataque español, volvió sobre sus pasos antes de haber entrado en Castellaneta, pero cuando llegó ya las tropas españolas habían evacuado Ruvo.